# Kancelářský balík
Kancelářský balík je v informatice označení pro skupinu kancelářského software prodávaného nebo pronajímaného jako celek, který nabízí určitý stupeň propojení jednotlivých aplikací v balíku. Jeho součástí obvykle bývá textový procesor, tabulkový procesor, prezentační program či databázový systém. Někdy se v balíku též objevují grafické editory či systémy pro podporu spolupráce (groupware).
Velmi rozšířený je kancelářský balík Microsoft Office, který se stal de facto standardem. Proto se stala schopnost číst soubory Microsoft Office nutnou podmínkou pro kterýkoli kancelářský balík, jež mu chce konkurovat. Tyto soubory však byly ukládány do proprietárních formátů (od verze Office 2007 pak do OpenXML).
Oblibu získal svobodný a otevřený kancelářský balík LibreOffice. Jde o nástupce balíku OpenOffice.org, u kterého došlo vzhledem k neshodám mezi vývojáři, ke stagnaci ve vývoji.
Na rozdíl od Microsoft Office, jsou oba kancelářské balíky (LibreOffice a OpenOffice) dostupné zdarma a pro všechny hlavní operační systémy, tedy např. pro Microsoft Windows, macOS, Linux a BSD.
Některé kancelářské balíky mohou mít menší rozsah služeb a nedostatečnou lokalizaci, tj. neúplně počeštěné prostředí, jak při přímém používání, tak v nápovědě.
S nástupem Web 2.0 služeb se objevila celá řada online kancelářských balíků, příkladem je svobodný a otevřený Libreoffice Online nebo uzavřené Google dokumenty nebo také uzavřené Office (od společnosti Microsoft).

## Některé kancelářské balíky

### Současné

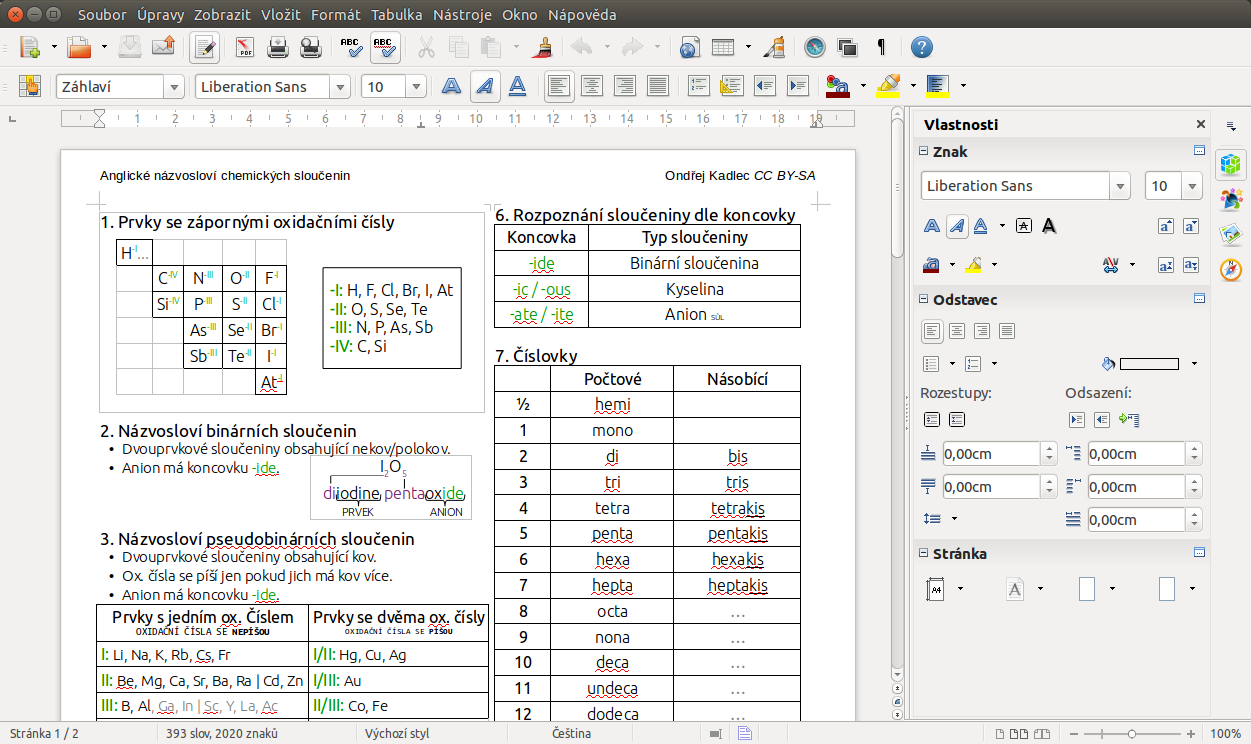
LibreOffice Writer v Ubuntu 14.04

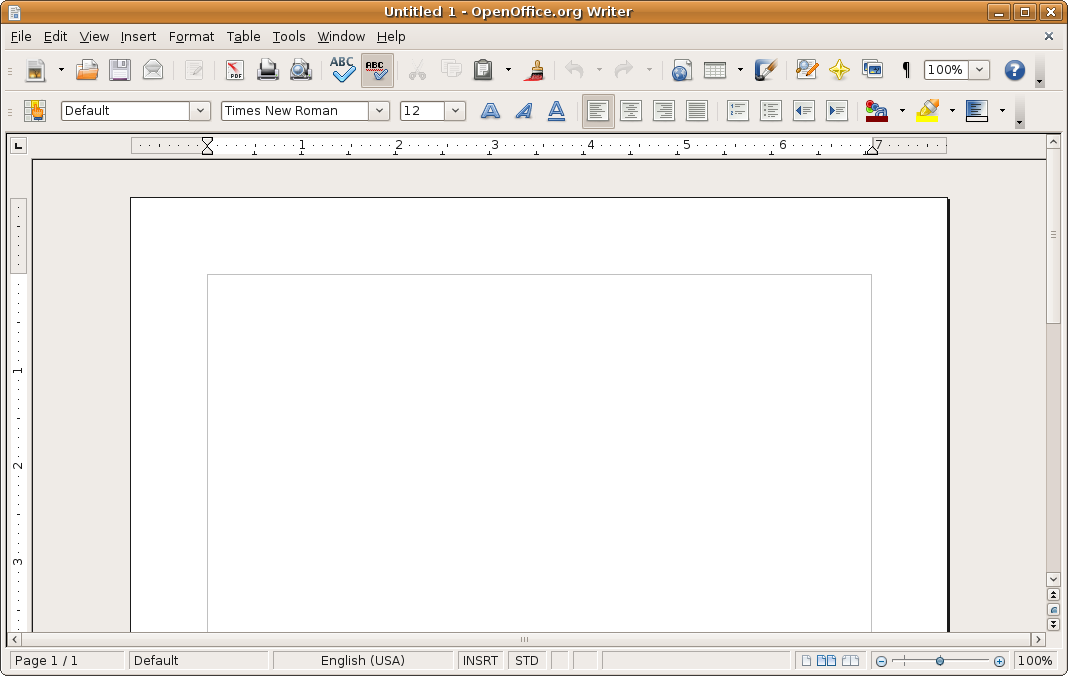
OpenOffice.org Writer

- Microsoft Office (Word, Excel, Access, PowerPoint, Publisher, Outlook, OneNote), proprietární balík pro operační systémy Windows a macOS od firmy Microsoft
- LibreOffice (textový procesor, tabulkový procesor, nástroj na prezentace, nástroj na malování, databázový systém, nástroj na tvorbu matematických vzorců) multiplatformní kancelářský svobodný a otevřený balík, oddělený od OpenOffice.org vyvíjený nadací The Document Foundation
- OpenOffice.org (Writer, Calc, Draw, Impress, Base, atd.), multiplatformní kancelářský svobodný a otevřený balík
  - Lotus Symphony, kancelářský balík založený na OpenOffice.org od IBM
- Corel WordPerfect Office (WordPerfect, Quattro Pro atd.), proprietární multiplatformní kancelářský balík od firmy Corel
- GNOME Office, kancelářský balík grafického prostředí GNOME.
- Calligra, multiplatformní svobodný kancelářský balík, nástupce KOffice, vyvíjený komunitou KDE
- Apple iWork, kancelářský balík pro macOS

### Online
- LibreOffice Online
- Google dokumenty
- Office[1]
- Zoho Office Suite (částečně dostupný v češtině)
- ThinkFree Office (k lednu 2020 není dostupný v češtině)

### Historické
- Lotus SmartSuite (Lotus Word Pro, Lotus 1-2-3 atd.), proprietární kancelářský balík od firmy IBM. Nejnovější verze z roku 2008.
- Framework, od fy Aston Tate.
- KOffice, kancelářský balík grafického prostředí KDE
- StarOffice, proprietární verze OpenOffice.org od firmy Sun Microsystems
- 602Office, proprietární verze OpenOffice.org od firmy Software602
- 602PC Suite, proprietární kancelářský balík od firmy Software602, předchůdce balíku 602Office